# كارلز مارتينيز
كارلز مارتينيز (بالإسبانية: Carles Marc Martínez Embuena)‏ هو لاعب كرة قدم إسباني في مركز الوسط، ولد في 3 يناير 1988 في Paiporta ‏ في إسبانيا. شارك مع منتخب إسبانيا تحت 16 سنة لكرة القدم ومنتخب إسبانيا تحت 17 سنة لكرة القدم. أما مع النوادي، فقد لعب مع أتليتيكو بالياريس وبياست غليفيتسه وخيتافي ب وريال مورسيا وفالنسيا ميستايا.

## وصلات خارجية
- كارلز مارتينيز على موقع قاعدة بيانات كرة القدم.إي يو (الإنجليزية)
- كارلز مارتينيز على موقع Soccerway.com (الإنجليزية)
- كارلز مارتينيز على موقع AS.com (الإسبانية)